# Messaggerie Italiane
Messaggerie Italiane S.p.A. est une holding d'édition et de distribution italienne, troisième de son secteur et dans ce pays. Depuis 1937, elle est contrôlée par la famille Mauri.

## Histoire
Les Messaggerie Italiane ont été fondées en février 1914 à Bologne sous le nom Società Generale delle Messaggerie Italiane di Giornale, Riviste e Libri (société générale des messageries de journaux, revues et livres) par Giulio Calabi (1884-1966), qui prend pour modèle les Messageries Hachette. Elles ont comme objet la vente, le commerce, la distribution, l'importation et l'exportation de publications (livres et périodiques) et de matériels destinés à l'enseignement. Leurs clients sont les librairies, papeteries et kiosques de toute la Péninsule. Calabi fait entrer en bourse sa société à partir des années 1920 et le capital passe de 100 000 à 1 million de lires (soit, à cette époque, environ 1,4 million de francs). Progressivement, la structure actionnariale évolue, au profit d'investisseurs comme Bompiani, Arnoldo Mondadori, et Hachette.
En 1937-1938, la famille Calabi, de confession juive, est contrainte de se retirer des affaires du fait des lois raciales fascistes. Les Messaggerie changent alors de direction, les parts d'Umberto Mauri, ancien directeur de Arnoldo Mondadori Editore, et lié à la famille de Valentino Bompiani, devenant majoritaires au sein de la société, car il acquiert celles d'Hachette. De leurs côtés, les Calabi passent en France en 1938 puis s'installent à New York en 1939 ; Giulio est le beau-père de l'économiste Franco Modigliani.
En 1963, l'un des cinq fils d'Umberto Mauri, Luciano, prend la direction des Messaggerie Italiane : il crée deux pôles, Messaggerie Periodici et Messaggerie Libri — séparant publications périodiques et livres.
En 1977, commence une période d'acquisition avec le rachat des éditions Longanesi.
Entre 1986 et 1987, alors que l'édition italienne est en crise, les Messaggerie Italiane acquièrent les maisons Guanda et Salani, puis s'associe à l'Unione tipografico-Editrice torinese (UTET) pour former la Tascabili degli editori associati (TEA). Entre 1992 et 1996, les maisons Corbaccio, Ponte alle Grazie, Garzanti, Vallardi sont intégrées au groupe.
En 2005, Luciano Mauri meurt et l'année suivante, ses deux autres frères prennent les commandes du groupe, à savoir Fabio Mauri, président, et Achille Mauri, administrateur délégué, lequel devient président à la mort de Fabio en 2009.
En 2005 est également formé le groupe Mauri Spagnol (Gruppo editoriale Mauri Spagnol — GeMS), qui comprend toutes les maisons d'éditions moins l'activité de distribution.
En 2014, les Messaggerie Italiane forment une coentreprise avec les éditions Feltrinelli et fondent un groupe de distribution éditoriale, actuellement le premier de son secteur en Italie.